# روبن اولسون
روبن اولسون (بالسويدية: Robin Olsson)‏ هو لاعب هوكي الجليد سويدي، ولد في 30 مايو 1989 في لوليو في السويد.

## وصلات خارجية
- روبن اولسون على موقع EliteProspects.com (الإنجليزية)
- روبن اولسون على موقع HockeyDB.com (الإنجليزية)